# Tomáš Sláma
Tomáš Sláma (16. dubna 1940 Rychnov nad Kněžnou – 15. června 2004 Praha) byl český herec, scenárista, konferenciér, redaktor, dramaturg, rozhlasový novinář, publicista a moderátor.

## Život
Působil v divadlech malých forem, mimo jiné též v ostravském divadle Pod Okapem a v Divadélku Waterloo. Vystudoval filmovou dokumentaristiku na FAMU.
Zejména pro své působení v ostravském divadle Pod Okapem a v Divadélku Waterloo byl po roce 1968 politicky perzekvován a v důsledku normalizace musel několik let pracovat na Dole Paskov. Odtud ho přivedl jeho přítel Luděk Nekuda do Prahy, kde nejprve působil jako organizační pracovník ve vysokoškolském klubu v Řeznické ulici.
Později pracoval v Československém rozhlase v populárním pořadu Mikrofórum. Byl znám jakožto pravidelný moderátor festivalů trampské, folkové a country hudby Porta, v letech 1982 a 1983 uváděl finále čtenářské ankety časopisu Mladý svět nazvané Zlatý slavík. V Československé televizi a později v i České televizi uváděl a utvářel pořad Nedělní ráno a Přezůvky sebou (pořad s písničkáři bratry Františkem a Janem Nedvědovými).
V posledních 20 letech uváděl v Českém rozhlase pravidelný pořad Tobogan. Do širokého spektra jeho blízkých spolupracovníků a přátel patřili Miroslav Horníček, Saša Vebrová, Richard Albrecht nebo Vladimír Komárek. Spolupracoval s ním například i Ephraim Kishon. V někdejším Československu byl velmi populární a patřil mezi českou moderátorskou špičku. Některé jeho autorské i rozhlasové pořady s českými herci a dalšími osobnostmi byly později vydány i na gramofonových deskách a CD. Napsal také celou řadu knih, mimo jiné Slámoviny. Při vysílání Toboganu číslo 1000 byla 17. ledna 2015 na počest Tomáše Slámy udělena nová cena Síň Slámy. Uvedeni do ní byli například herec Miroslav Donutil, herečka Vilma Cibulková aj.